# Гемініди
Геміні́ди (від лат. Gemini — латинської назви сузір'я Близнят) — метеорний потік з радіантом у сузір'ї Близнят. Період видимості триває з 4 грудня по 17 грудня, дата максимальної активності — 13 грудня. Годинне число метеорів досягає 58, швидкість — 34,4 км/с.
Комету, що спричиняє потік, не виявлено. Першоджерелом метеорного рою вважається астероїд Фаетон, оскільки їх орбіти майже збігаються.
Перше зареєстроване спостереження потоку Гемініди відбулося в 1833 році з човна на річці Міссісіпі у США.

## Галерея

Анімація яскравого метеора (-3 зор. вел.) зі слідом з потоку гемінідів, знятий 9 грудня 2010 року в САО РАН